# Pirenella conica
Pirenella conica is een slakkensoort uit de familie van de Potamididae. De wetenschappelijke naam van de soort is voor het eerst geldig gepubliceerd in 1829 door Blainville als Cerithium conicum.